# ATB Place
Der ATB Place (früher TELUS Plaza) ist ein Gebäudekomplex bestehend aus zwei Wolkenkratzern in Edmonton, Alberta, Kanada. Die Gebäude wurden 1972 eröffnet und waren als die Alberta Government Telephones (AGT) buildings bekannt. Hauptmieter der Gebäude sind der Finanzdienstleister ATB Financial und das Telekommunikationsunternehmen Telus Corporation.

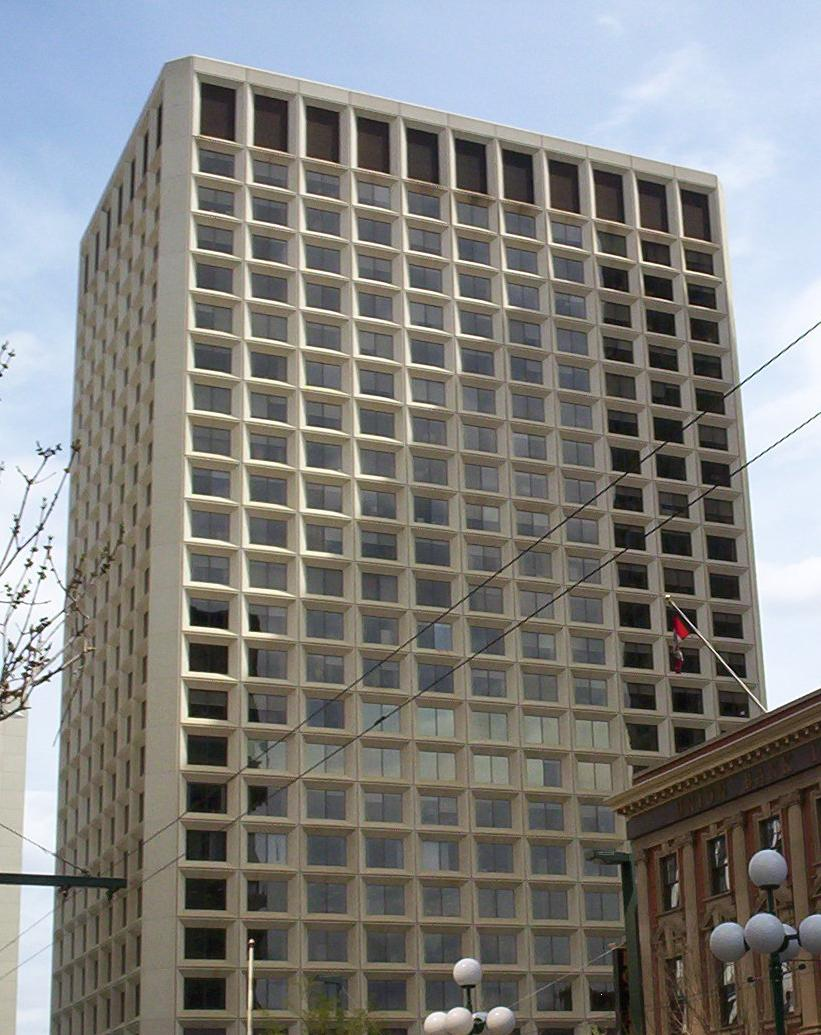
ATB Place Tower

Das südliche Gebäude Telus House Edmonton (früher TELUS Plaza South) wurde für 22 Millionen US-Dollar gebaut und war zwischen 1971 und 1983 das höchste Gebäude in Edmonton, bevor das Manulife Place mit seinen 134 Metern fertiggestellt wurde. Das Gebäude verfügte auf der 33. Etage ein Telekommunikationsmuseum Vista 33 sowie ein Observationsdeck. Die Aussichtsplattform und das Museum wurden Anfang der 1990er Jahre geschlossen.
Das nördliche Gebäude ATB Place Tower (früher Telus Plaza North) wurde für 10 Millionen US-Dollar gebaut und verfügt über 26 Etagen und erreicht eine Höhe von 90 Metern. Neben Büros verfügt das Gebäude über ein großes Geschäftszentrum mit Restaurants und Zugang zum Edmonton Pedwaysystem sowie den U-Bahn-Stationen.